# Алика Милова
Алика Милова (рус. Алика Милова, ест. Alika Milova; Нарва, 5. септембра 2002), позната под мононимом Алика, је естонска певачица руског порекла из Нарве. Она ће представљати Естонију на Песми Евровизије 2023. са песмом Bridges.

## Музичка каријера
Милова је стекла име учествујући на разним певачким такмичењима и телевизијским програмима у Естонији и иностранству од детињства, укључујући Глас Балтика, Дечји нови талас, Каунас талент, „Bravo Song Contest” и „Berlin Perle”. Истакнула се 2021. године својом победом на осмом издању естонског шоуа талената Eesti otsib superstaari, што јој је донело уговор са Universal Music Group.
Дана 1. новембра 2022. објављено је да ће учествовати на „Eesti Laul”-у 2023. са песмом Bridges. Учествовала је у полуфиналу 2 и пласирала се у финале. Милова је 11. фебруара 2023. наступила у финалу, где ју је телегласање изабрало за победницу међу 12 учесника и тиме је постала представница Естоније на Песми Евровизије 2023. у Ливерпулу.

## Лични живот
Аликина сестра, Валерија Милова, је професионална плесачица и појавила се у турској и ирској верзији Плеса са звездама.

## Дискографија

### Синглови
- 2021 – Õnnenumber
- 2022 – Bon Appetit
- 2022 – C'est La Vie
- 2022 – Bridges